# Hubert Aiwanger

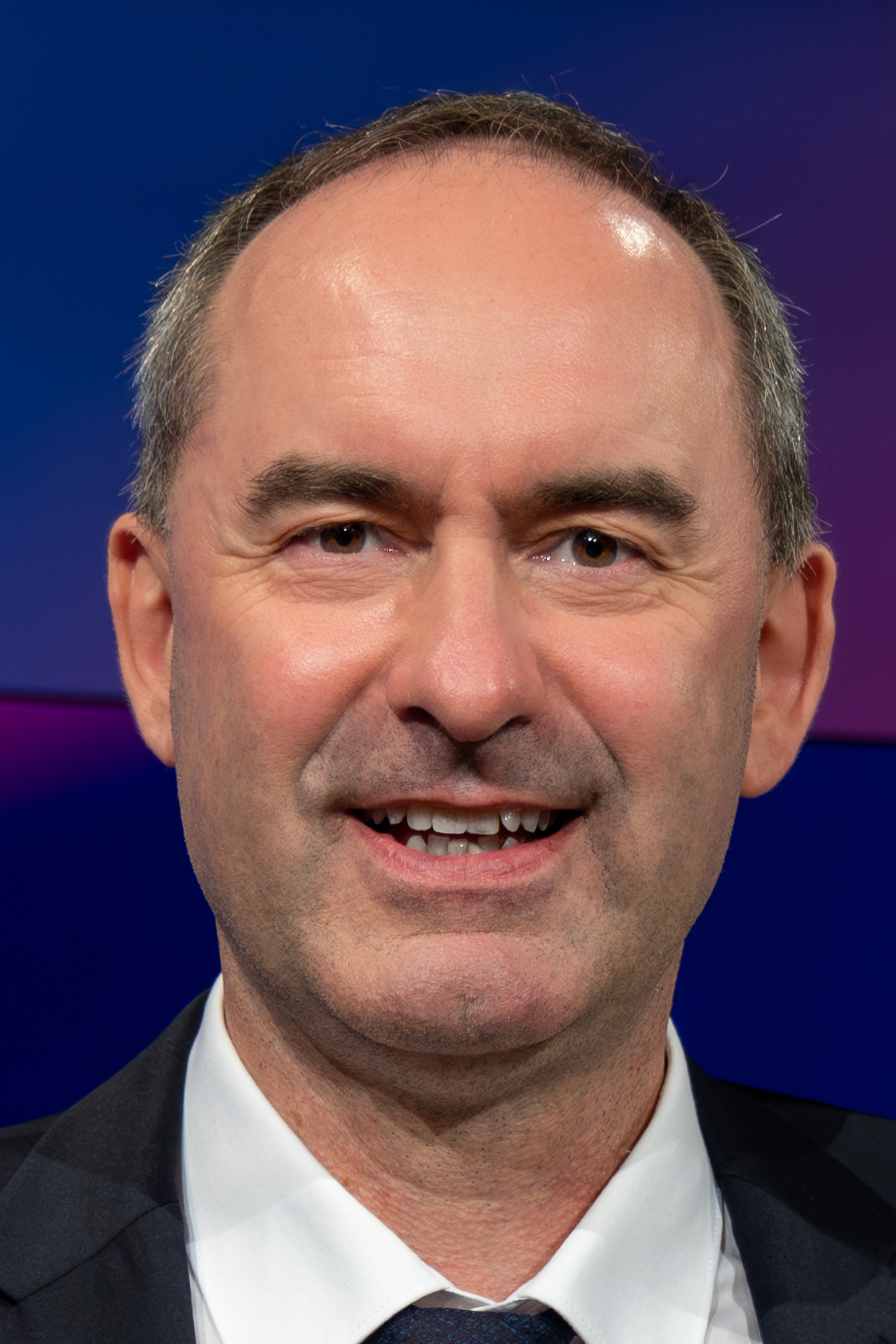
Hubert Aiwanger (2023)

Hubert Aiwanger (* 26. Januar 1971 in Ergoldsbach) ist ein deutscher Politiker (Freie Wähler). Er ist seit 2018 stellvertretender bayerischer Ministerpräsident sowie Staatsminister für Wirtschaft, Landesentwicklung und Energie. Ebenso ist er Bundes- und bayerischer Landesvorsitzender der Freien Wähler und war von 2008 bis 2018 deren Fraktionsvorsitzender im Bayerischen Landtag. Seit 2008 ist er Mitglied des bayerischen Landtags. Sein Wahlkreis ist Niederbayern; sein Stimmkreis Landshut, den er bei der  Landtagswahl 2023 erstmals direkt gewinnen konnte.

## Leben

### Herkunft und Ausbildung
Hubert Aiwanger, Sohn eines Landwirts, wuchs mit einem ein Jahr älteren Bruder und einer zehn Jahre jüngeren Schwester in Rahstorf (bis 1978 zur Gemeinde Inkofen, seitdem zur Stadt Rottenburg an der Laaber gehörend) auf und lebt seitdem dort. In seiner Jugend war Aiwanger Vorsitzender der Katholischen Landjugendbewegung.
Nach dem Abitur am Burkhart-Gymnasium in Mallersdorf-Pfaffenberg im Jahr 1990 und dem Grundwehrdienst absolvierte Aiwanger von 1991 bis 1995 ein Studium der Landwirtschaft zum Diplom-Agraringenieur (FH) an der Fachhochschule Weihenstephan mit Hilfe eines Stipendiums der CSU-nahen Hanns-Seidel-Stiftung. Er beteiligte sich an der Bewirtschaftung des elterlichen Hofs mit Milchvieh und Zuchtsauen.

### Kommunalpolitik

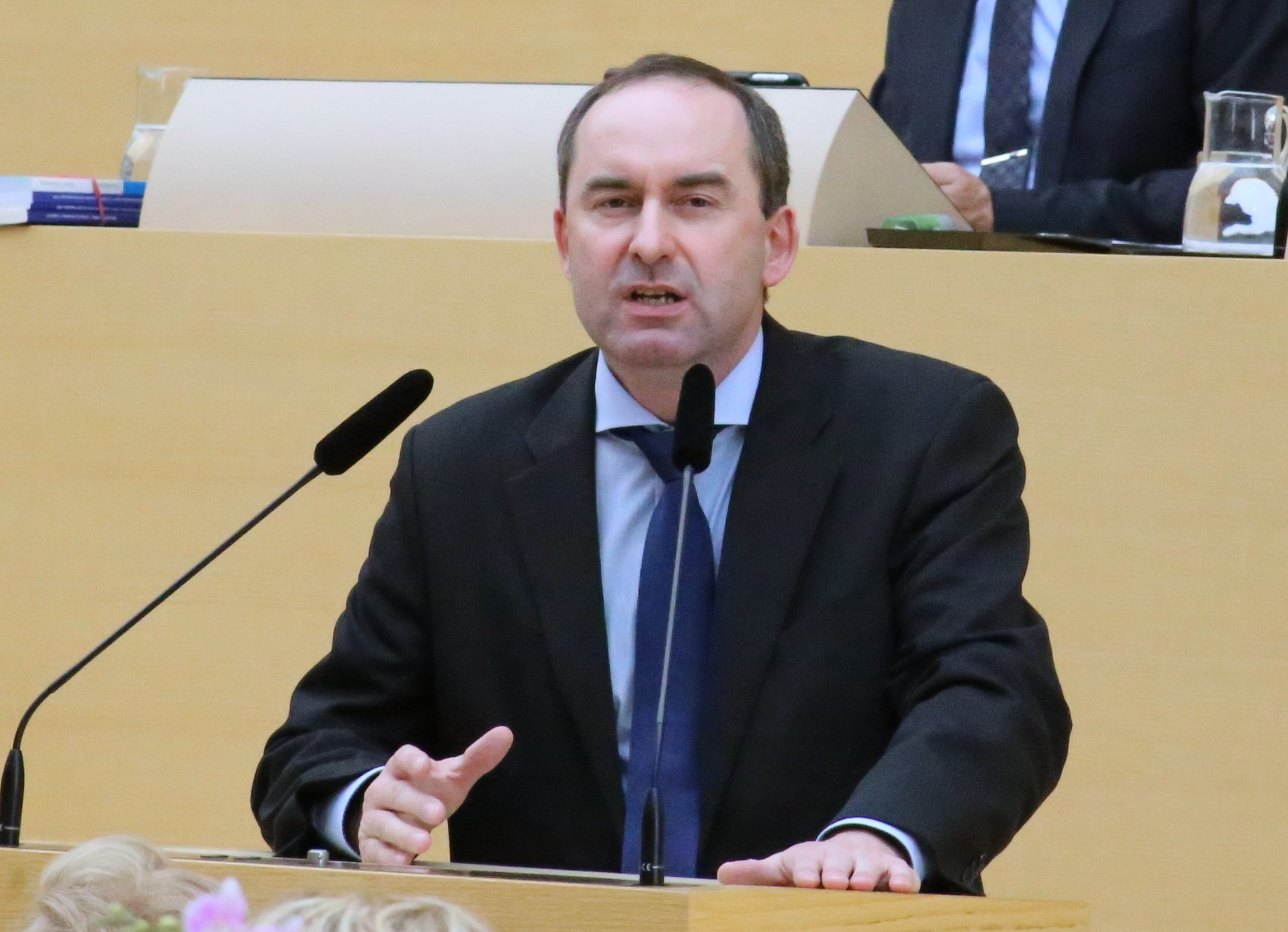
Aiwanger im Bayerischen Landtag (2016)

Aiwanger schloss sich 2001 den Freien Wählern an und kandidierte bei den Kommunalwahlen 2002 für den Stadtrat von Rottenburg an der Laaber. Er wurde Ortsvorsitzender von Rottenburg, war ab November 2004 Kreisvorsitzender in Landshut und eine kurze Amtszeit erster Bezirksvorsitzender in Niederbayern.
Auf der Delegiertenversammlung der Freien Wähler in Bayern am 25. März 2006 in Garching bei München wurde Aiwanger zum Vorsitzenden des Landesverbands der Freien Wähler in Bayern e. V. und der Wählergruppe Freie Wähler Bayern e. V., die zuvor bereits mehrfach an Landtagswahlen teilgenommen hatte, gewählt. Nachdem die bisherigen Vorsitzenden nicht mehr kandidiert hatten, gewann er in einer Stichwahl mit 340 zu 322 abgegebenen Stimmen und trat damit die Nachfolge des langjährigen Vorsitzenden Armin Grein an.
Aiwanger amtiert seit März 2008 als Stadtrat in Rottenburg an der Laaber und Kreistagsmitglied in Landshut.

### Landes- und bundespolitische Etablierung
Seinen bis dahin größten politischen Erfolg konnte Aiwanger bei der Landtagswahl am 28. September 2008 verwirklichen, als er die Freien Wähler mit 10,2 % erstmals in den Bayerischen Landtag führte und ein Mandat im Wahlkreis Niederbayern errang. Am 3. Oktober 2008 wurde er zum Fraktionsvorsitzenden gewählt.
Aiwangers Ziel, die Freien Wähler als Sonstige Politische Vereinigung (SPV) ins Europaparlament zu führen, scheiterte 2009 an der damals noch angewandten (2011 abgeschwächten und 2014 abgeschafften) Fünfprozenthürde.
In Nachfolge dieser SPV gründete sich am 20. Februar 2010 in Münster die Bundesvereinigung Freie Wähler als Partei, zu deren Gründungsvorsitzendem Aiwanger gewählt wurde. Bis Ende Januar 2012 wurde in einem Beitrittsprozess die bayerische Wählergruppe als neue Landesvereinigung Bayern in die Bundespartei integriert.
Bei den Vorstandswahlen des Bundesverbands der Freien Wähler in Berlin am 27. März 2010 wurde Aiwanger auch zum neuen Bundesvorsitzenden des Wählergruppen-Verbandes gewählt. Wie auf Landesebene folgte er auch in diesem Amt Armin Grein nach.
Am 13. Oktober 2012 wurde er als Spitzenkandidat der Freien Wähler in Bayern für die dortige Landtagswahl nominiert.
Er kandidierte für den Stimmkreis Landshut, führte die Liste Niederbayerns mit knapp 58.000 Gesamtstimmen an und zog im September 2013 zum zweiten Mal in den Landtag ein. Bei der Landtagswahl am 14. Oktober 2018 erhielt er im Stimmkreis Landshut 25,0 Prozent der Erststimmen; mit 102.691 Gesamtstimmen wurde er über die Liste des Wahlkreises Niederbayern wieder gewählt.

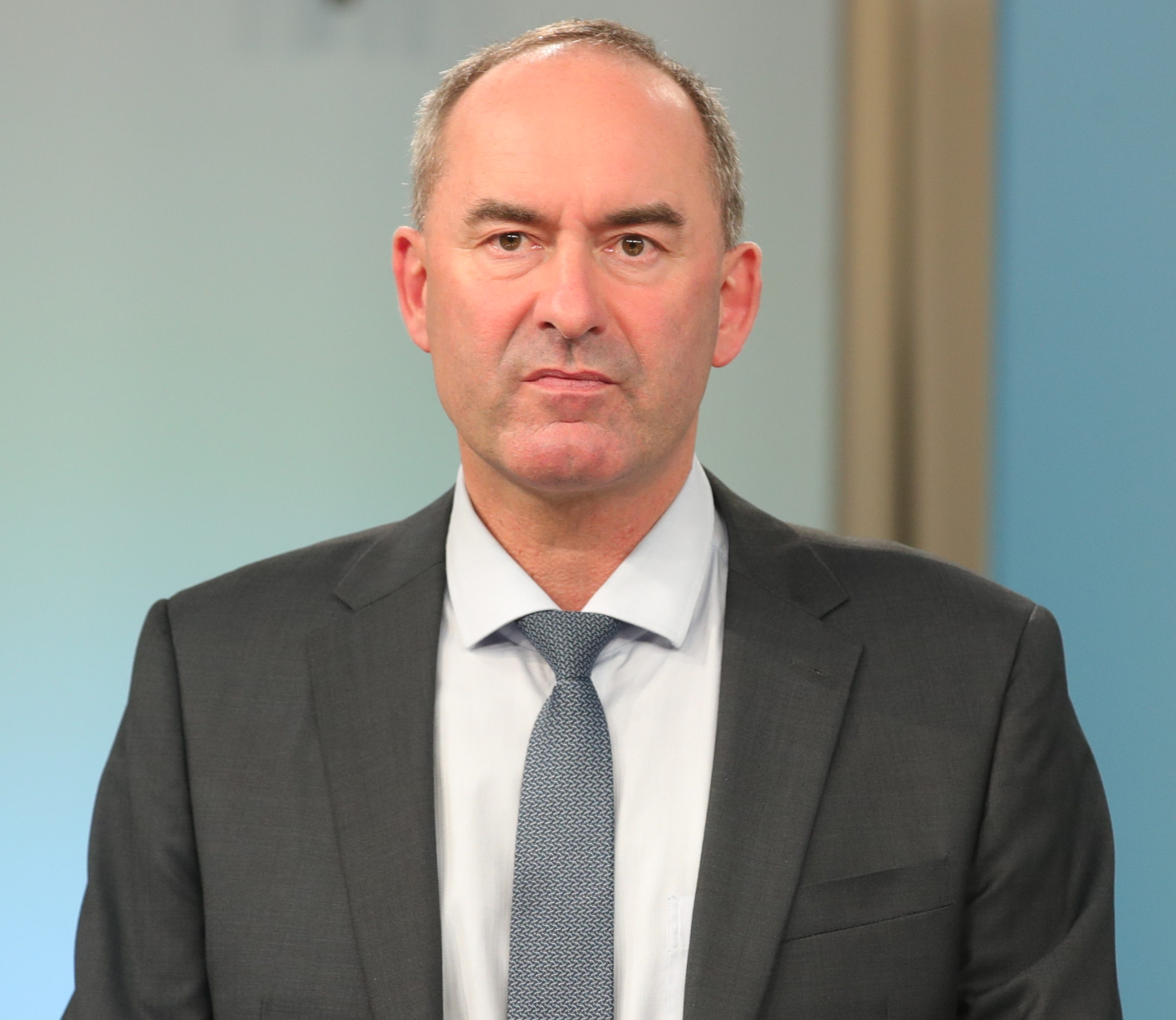
Aiwanger am Wahlabend 2023

Seit November 2018 ist Aiwanger stellvertretender Ministerpräsident von Bayern sowie Staatsminister für Wirtschaft, Landesentwicklung und Energie (Kabinett Söder II und III). Nach Bekanntwerden der Flugblattaffäre legte seine Partei in den Umfragen stark zu und Aiwanger gewann bei der anschließenden Landtagswahl am 8. Oktober 2023 eines von zwei erstmals den Freien Wählern zugefallenen Direktmandaten.
Er lag mit 37,2 % der Erststimmen deutlich vor dem CSU-Kandidaten Helmut Radlmeier (24,8 %).
Bei der Bundestagswahl 2025 kandidierte Aiwanger als Spitzenkandidat seiner Partei und als Direktkandidat im Bundestagswahlkreis Rottal-Inn, der Wahlkreis wurde jedoch vom CSU-Politiker Günter Baumgartner gewonnen.

## Politische Positionen und Stil
Im Vorfeld der Bundestagswahl 2013 positionierte Aiwanger die Freien Wähler als Protestpartei gegen die Euro-Rettungspolitik.
In einem Interview des Senders RT wandte er sich 2014 im Hinblick auf die Ukraine-Krise dagegen, „mit dem Finger nur auf Russland zu zeigen“. Beide Seiten hätten „Dreck am Stecken“. Für die EU und „vor allem“ für Deutschland sei eine „friedliche Koexistenz mit Russland aus politischen und wirtschaftlichen Gründen lebenswichtig“. Russland und die EU hätten „gemeinsame Interessen“. Eine Deeskalation der Ukraine-Krise könne der Westen nur erreichen, wenn er einen Ausgleich statt „Konfrontation und Wirtschaftskrieg“ anstrebe. Zudem gelte es, so Aiwanger, „aufzuklären, wer auf dem Maidan wirklich geschossen“ habe, denn es gebe „Hinweise, dass Demonstranten von hinten erschossen wurden, um die Eskalation anzuheizen“. Der Bundesregierung warf er vor, „vornehmlich im Interesse der USA“ zu handeln.
Aiwanger befürwortet das Recht auf Asyl für politisch Verfolgte, die er als „Gäste auf Zeit“ bezeichnet. Andererseits begrüßte er die Schließung der Balkanroute durch Österreich in der Flüchtlingskrise 2016 und mahnte eine bessere Steuerung von Zuwanderung nach kanadischem Vorbild an.
Aiwanger spricht sich für die Errichtung weiterer Windkraftanlagen in Bayern aus. Ende 2021 präsentierte er Pläne für den Bau von 500 bis 1000 weiteren Windrädern im Freistaat. Diese Vorhaben stießen auf Widerstand des Koalitionspartners CSU. Strom soll laut Aiwanger vermehrt „vor Ort erzeugt werden“. Außerdem will er Wasserkraft massiv fördern und ausbauen.
Bis Herbst 2022 stellte sich Aiwanger gegen neue Stromtrassen und behauptete, die Gleichstromtrasse Südostlink durch Ostbayern sei unnötig. Im November 2022 erklärte er schließlich, Südostlink werde gebaut.
Anfang 2023 bezeichnete Aiwanger die Diskussion zur Umweltverträglichkeit von Schneekanonen als „ideologische Scheindebatte“. Schneekanonen seien geradezu ein Dienst an der Umwelt und Teil der Lösung mit Blick auf den Klimawandel. Als Anfang des Jahres Schneefälle einsetzten, meinte Aiwanger, Petrus habe die Schneekanone wieder eingeschaltet, und kommentierte mit Blick auf die Grünen: „Natürlichen Schnee gibt es ja nach Eurer Ideologie nicht mehr“.
Zum Verbot des Verbrennungsmotors ab 2035 sagte Aiwanger 2023, dieses habe „in Wahrheit nicht das Ziel, den Verkehr zu dekarbonisieren“, vielmehr ginge es den „Ideologen“ darum, „das Auto komplett abzuschaffen und jegliche individuelle Mobilität zu verhindern“.
Mitte 2023 wurden Pläne der Deutschen Gesellschaft für Ernährung bekannt, Empfehlungen für den Fleischkonsum anzupassen. Aus gesundheitlichen und nachhaltigen Gründen sei der Konsum insgesamt zu hoch, eine „pflanzenbetonte Ernährung mit einem geringen Fleischverzehr“ senke das Risiko für die häufigsten Todesursachen. Aiwanger kommentierte: „Die ‚Deutsche Gesellschaft für Ernährung‘ sollte in ‚Deutsche Gesellschaft für Mangelernährung‘ umbenannt werden, wenn sie ernsthaft empfiehlt, nur noch zehn Gramm Fleisch pro Tag zu essen. Wollt ihr uns aushungern wie nach dem Krieg?“

### Einschätzungen
Zu Aiwangers Ton und Stil im Umgang mit Kritikern in sozialen Medien sagte der Politikberater Helmut Fuchs 2022, Aiwanger schlage als Minister immer noch den Ton „eines wütenden Oppositionspolitikers“ an. Aiwangers Angriffe auf User würden sogar zur „Verrohung der Diskussionskultur“ beitragen. Aiwangers Vorgehen, User zu blockieren, ist laut Fuchs „in der Größe und Vehemenz“ sehr ungewöhnlich. Yannis Theocharis, Professor für Digital Governance an der TU München, befand zu Aiwangers Diskussionsstil, dass nur wenige Politiker „diese Art von Sprache im Alltag“ benutzten.
Eine „beleidigende und hitzige Rhetorik“ sei „typischerweise das Merkmal von Politikern mit extremeren Positionen“ und diene dazu, „die Aufmerksamkeit auf sich zu ziehen“. Durch Likes und Retweets erreiche man zudem eine höhere Reichweite.
Der Kommunikationswissenschaftler Olaf Hoffjann sagte im September 2023 kurz vor der Landtagswahl in Bayern, Söder werde „populistischer“, Aiwanger werde „ohnehin populistischer – die werden lauter, polarisierender“. Zudem stellte er fest, dass Aiwanger „den politischen Diskurs vergiftet, aber es scheint ihm zu gelingen, dass die AfD nicht so groß wird“.

## Kontroversen

### Montagsdemo
2012 organisierten die Freien Wähler in München eine Kampagne gegen die Rettungspolitik der EU. Aiwanger sprach bei Veranstaltungen zum Thema, setzte die Gefahr einer Schuldenkrise mit einer Atombombe gleich und warnte vor „bürgerkriegsähnliche[n] Zustände[n]“. Die Bundesregierung nannte er eine „Versagertruppe“. Aiwangers Parteifreund Florian Streibl forderte einen „gemäßigteren Ton bei den Parteifreien“, auch weil es Versuche von Rechtsextremisten gab, die Veranstaltungen für ihre Zwecke zu instrumentalisieren.

### Führungsstil
Im Vorlauf der Bundestagswahl 2013 wurde Aiwanger von Mitgliedern des Bundesvorstands fehlende Führungsstärke vorgeworfen, insbesondere hinsichtlich der unsoliden Haushaltsführung einiger Landesverbände. Darauf traten Bundesgeschäftsführerin Cordula Breitenfellner und Justiziar Bernd Richter zurück.
Nachdem der designierte Spitzenkandidat zur Bundestagswahl, Stephan Werhahn, ein Enkel Adenauers, Aiwanger unter anderem „diktatorische Führungsverhältnisse wie in Kuba“ vorgeworfen haben soll, forderte der Vorstand der Landesvereinigung Saarland seinen Rücktritt als Bundesvorsitzender.

### Sicherheit durch Messertragen
Aiwanger sagte 2019 bei den Internationalen Jagd- und Schützentagen auf Schloss Grünau bei Neuburg an der Donau: „Ich bin überzeugt, Bayern und Deutschland wären sicherer, wenn jeder anständige Mann und jede anständige Frau ein Messer in der Tasche haben dürfte, und wir würden die Schwerkriminellen einsperren. Das wäre der richtige Weg.“ Für diese Aussage wurde Aiwanger durch die Opposition heftig kritisiert.
Aiwanger behauptete anschließend, er sei „böswillig absichtlich fehlinterpretiert“ worden und habe nicht zur Selbstbewaffnung aufgerufen. Aiwanger sprach sich gegen Waffenverbotszonen aus. Diese würden gesetzestreue Bürger in Schwierigkeiten bringen.

### Klimaschutz durch Aufforstung
Aiwanger behauptete in der Münchner Runde vom 30. Oktober 2019, die Treibhausgasemissionen Deutschlands könnten mit einer jährlichen Aufforstung von 25 km² Wald kompensiert werden.
Ein Faktencheck der Fernsehsendung quer vom 14. November 2019 zeigte, dass man dafür eine 6800 mal größere Fläche aufforsten müsste – jährlich 170.000 km², was 47,5 % der Fläche der Bundesrepublik Deutschland entspricht.

### Veröffentlichung von Wahltagsbefragungen
Am Wahltag der Bundestagswahl 2021 veröffentlichte Aiwanger bereits zwei Stunden vor Schließung der Wahllokale die zu dem Zeitpunkt noch geheimen Ergebnisse von Wahltagsbefragungen auf Twitter. Diese zeigten als erste Tendenz, dass der Spitzenkandidat der Unionsparteien, Armin Laschet, nicht als Sieger aus der Wahl herausgehen werde. Mit der Veröffentlichung verband Aiwanger einen Aufruf, seine Partei zu wählen.
Der Bundeswahlleiter überprüfte den Fall.
Landtagspräsidentin Ilse Aigner forderte: „Hubert Aiwanger hat großen Schaden angerichtet und sollte sich öffentlich entschuldigen. Sein Schweigen dazu ist nicht hinnehmbar.“ Aiwangers Kabinettskollegin Michaela Kaniber nannte sein Verhalten am Wahltag „maximal unseriös“.

### COVID-19-Impfungen
Aiwanger warnte vor einer „Apartheidsdiskussion beim Impfen“, der „Bestrafung von politisch unerwünschtem Verhalten“ und der „Honorierung von erwünschtem Verhalten“ sowie Impfnebenwirkungen. Für die Verwendung des Begriffs Apartheid rügte ihn Ministerpräsident Markus Söder. Außerdem höre er, so Aiwanger, aus seinem privaten Umfeld von Impfnebenwirkungen, bei denen einem „die Spucke wegbleibt“; konkrete Beispiele nannte er jedoch nicht.
In Medien wurde ihm vorgeworfen, um die Stimmen von Querdenkern und Impfgegnern zu werben.
Am 11. November 2021 gab Hubert Aiwanger bekannt, dass er gegen COVID-19 geimpft sei.
In den Monaten zuvor war öffentliche Kritik an seinem Impfstatus aufgekommen, die er als freie und „private Entscheidung des Einzelnen“ verteidigte, ohne die Impfung grundsätzlich abzulehnen.

### Erdinger Kundgebung
Am 10. Juni 2023 sagte Aiwanger in Erding auf einer von der Kabarettistin Monika Gruber mitorganisierten Demonstration gegen das Gebäudeenergiegesetz, dass „die schweigende große Mehrheit dieses Landes sich die Demokratie wieder zurückholen muss“ und man „denen in Berlin sagen [muss]: ‚Ihr habt’s wohl den Arsch offen da oben‘“. Die Mitte der Gesellschaft werde, so Aiwanger, die „Berliner Chaoten vor sich hertreiben“.
Für diese Aussagen wurde er von vielen Seiten teils scharf kritisiert, unter anderem wurde ihm „AfD-Rhetorik“ attestiert. Landtagspräsidentin Ilse Aigner sagte, man habe Demokratie und die müsse „man sich nirgendwo zurückholen“. Aiwanger habe eine rote Linie überschritten. Aiwanger selbst sagte im Hinblick auf die Kritik, er habe „nicht die demokratischen Prozesse in Frage gestellt“, sondern die Mehrheit müsse „sich die Demokratie an der Stelle zurückholen, weil hier gegen die Demokratie Beschlüsse gefasst“ seien. Medial kritisiert wurde auch, dass Aiwanger im Rahmen der Erdinger Demo auch dem rechtsextremen und verschwörungsideologischen Sender AUF1, vertreten durch die Schauspielerin Manuela Baumhäckel (Dahoam is Dahoam), ein Interview gegeben hatte.

### Bezeichnung Deutschlands als „formale Demokratie“ und Äußerungen über syrische Flüchtlinge
Am 4. Juli 2023 bezeichnete Aiwanger bei Markus Lanz das Heizungsgesetz als Beispiel für nur noch „eine formale Demokratie“. Nach Ausschreitungen verfeindeter Großfamilien in Essen sprach er über „diese Syrer, die seit acht Jahren bei uns“ seien, und sah darin ein schweres Versagen der Regierung. Weiter sagte er, es sei ein „schwerer Fehler, dass man jetzt einbürgert, bevor die Integration funktioniert hat“, und dass man diesen Menschen mit deutschen Pässen hinterherlaufe.

### Bezeichnung von Grünen als Extremisten
In der Sendung Maischberger vom 8. Mai 2024 setzte Aiwanger die Grünen mit „andere[n] Extremisten, die massiv irgendwo auftreten, Islamisten, Rechtsradikale oder Linksextremisten“ gleich. SPD-Landtagsfraktionsvorsitzender Florian von Brunn warf ihm daraufhin vor, Öl ins Feuer zu gießen und die Situation in unverantwortlicher Weise anzuheizen. Seine Aussagen bereiteten den Boden für Radikalisierung und Übergriffe. Auch die Fraktionsvorsitzende der Grünen im Bayerischen Landtag Katharina Schulze kritisierte Aiwangers Äußerungen scharf: „Hubert Aiwanger spielt die Klaviatur der Populisten hoch und runter.“

### Flugblattaffäre
Die Flugblattaffäre bezeichnet die am 25. August 2023 von der Süddeutschen Zeitung veröffentlichten Vorwürfe der Autorenschaft Aiwangers an einem antisemitischen Flugblatt, das dieser als Schüler im Schuljahr 1987/88 erstellt haben soll. Die unterstellte Autorenschaft konnte Aiwanger nicht nachgewiesen werden, jedoch erklärte dessen Bruder, Urheber des Flugblatts zu sein. Der Umfang der geschilderten Reaktionen ist im Kontext der Landtagswahl in Bayern, die am 8. Oktober 2023 stattgefunden hat, einzuordnen.

#### Berichterstattung der Süddeutschen Zeitung
Anfang August 2023 erhielt die Süddeutsche Zeitung (SZ) nach eigenen Angaben erste Hinweise auf ein Flugblatt mit „rechtsextremen“ und „antisemitischen“ Inhalten. Der Redaktion sei das Flugblatt zuvor unbekannt gewesen. Die Süddeutsche Zeitung sprach mit „mehr als zwei Dutzend Menschen“ („ehemaligen Lehrern, Mitschülern und anderen Personen“) und gab ein Gutachten in Auftrag. Laut diesem wurde das Flugblatt „sehr wahrscheinlich“ auf einer Schreibmaschine verfasst, auf der auch eine Facharbeit von Hubert Aiwanger geschrieben wurde. Die Redaktion konfrontierte dann Aiwanger erstmals am 17. August mit der Recherche und bat ihn zwei weitere Male um Stellungnahme.
Aiwanger ließ die Fragen – u. a. nach dem Urheber des Flugblatts – unbeantwortet. Stattdessen wies sein Pressesprecher die Vorwürfe pauschal zurück, sprach von einer „Schmutzkampagne“ und drohte „im Falle einer Veröffentlichung juristische Schritte inklusive Schadenersatzforderungen“ an.
Am 25. August 2023 berichtete die Süddeutsche Zeitung unter dem Titel Das Auschwitz-Pamphlet, Aiwanger solle im Schuljahr 1987/88 als Schüler der elften Klasse des Burkhart-Gymnasiums in Mallersdorf-Pfaffenberg das Flugblatt verfasst haben, das dann auf der Schultoilette zirkuliert sei. Laut zwei Personen, „damals nach eigener Aussage dienstlich mit der Angelegenheit […] betraut“, sei Aiwanger vom Disziplinarausschuss der Schule zur Verantwortung gezogen worden. Aiwanger habe damals Zeugenaussagen zufolge seine Urheberschaft nicht abgestritten und zu dieser Zeit offen rechtsextreme Ansichten vertreten.
Auslöser für die Berichterstattung war, dass der damals dem Disziplinarausschuss angehörige Deutschlehrer sich an verschiedene Medien, einschließlich des Spiegels und der SZ, gewandt und eine Kopie des Flugblattes übergeben hatte, nachdem Aiwanger bei der Abiturfeier 2023 in einer Rede des Schuldirektors zum Thema Demokratie indirekt thematisiert worden war.
Laut Recherchen der Süddeutschen Zeitung soll sich Aiwanger im Jahr 2008 bereits über seine Parteikollegin Jutta Widmann bei einem seiner Lehrer erkundigt haben, ob von ihm oder vom Gymnasium eine „Gefahr“ für Aiwanger ausgehe, was verneint wurde.
Die CSU und die Freien Wähler sollen spätestens 2008 von den Vorwürfen gegenüber Aiwanger und seiner politischen Vergangenheit gewusst haben.

#### Reaktion Aiwangers
Über einen Pressesprecher der Partei wies Aiwanger „alle rufschädigenden Behauptungen zu seiner Schulzeit vor über 35 Jahren entschieden“ zurück. Er habe das Flugblatt „weder produziert noch verteilt“.
Aiwanger distanzierte sich am 26. August gegenüber dem Spiegel „vollends von dem Papier“. Gleichzeitig bestätigte er, „ein oder wenige Exemplare“ des „ekelhaft[en] und menschenverachtend[en]“ Papiers in seiner Schultasche mitgeführt zu haben. Ob er einzelne Exemplare auch weitergegeben habe, wisse er nicht mehr. Ihm sei der Verfasser, den er nicht „verpfeifen“ wollte, bekannt. Kurz darauf gab Aiwangers älterer Bruder an, Urheber des Flugblattes gewesen zu sein: Wütend darüber, die elfte Klasse wiederholen zu müssen, wollte er mit der „stark überspitzte[n] Form der Satire“ „offen linksradikale Lehrer so richtig auf die Palme bringen“.
Am 30. August äußerte sich Aiwanger erstmals vor Kameras: Er sei „seit dem Erwachsenenalter – die letzten Jahrzehnte – kein Antisemit, kein Extremist, sondern ein Menschenfreund.“
In einem Gespräch mit der Jüdischen Allgemeinen präzisierte er, die Formulierung „seit dem Erwachsenenalter“ sei missverständlich, denn er sei auch in seiner Jugend kein Antisemit gewesen. Bezüglich der Urheberschaft „des scheußlichen Papiers“ habe er sich nicht entschuldigen können, denn er sei es nicht gewesen. Aiwanger bekannte sich dazu, „jüdische[s] Leben zu schützen und zu fördern“, sowie zur Zusammenarbeit mit Israel. Auch sei ihm wichtig gewesen, in den Schullehrplänen „Wissensvermittlung über jüdisches Leben und jüdische Geschichte [...] zu stärken“. Aiwanger erneuerte dabei seine Vorwürfe an die Süddeutsche Zeitung hinsichtlich einer gezielten Kampagne und der Verletzung „journalistischer Sorgfaltspflicht“. Zudem fürchteten jetzt viele Eltern, „dass Verfehlungen [...] ihrer Kinder in der Schule [...] Jahre später in den Medien landen könnten“.

#### Reaktionen Dritter

##### Staatsregierung
Am 29. August bestellte Markus Söder seinen Vize-Regierungschef Aiwanger zu einer Sondersitzung ein, um sich gegenüber den Koalitionsvertretern „persönlich und umfassend“ zu den Vorwürfen erklären zu können. Nach der Sitzung verkündete Söder, dass er an Aiwanger festhalte, von diesem jedoch die Beantwortung eines 25 Punkte umfassenden Fragenkatalogs fordere.
Am 3. September 2023 gab Söder bekannt, Aiwanger als stellvertretenden Ministerpräsidenten nicht zu entlassen. Da es keine eindeutigen Beweise gebe, dass Hubert Aiwanger das Flugblatt verfasst habe, und das Ereignis 35 Jahre her sei, sei eine Entlassung nicht verhältnismäßig. Aiwanger gebe an, nicht Verfasser des Flugblatts gewesen zu sein und Fehler in der Jugend begangen zu haben; er habe sich dafür entschuldigt und davon distanziert, und seitdem sei nichts Vergleichbares vorgefallen.
Noch am selben Tag veröffentlichte die bayerische Staatsregierung die an Aiwanger gestellten 25 Fragen und seine Antworten darauf.
Aus der CSU kritisierte Erwin Huber das Verhalten Aiwangers, das Ähnlichkeiten mit dem Trumpismus habe: erst leugnen, drohen und sich dann zum Opfer machen. Seine Entschuldigungen seien zu halbherzig.

##### Oppositionspolitiker
Die Grünen, SPD und FDP beantragten eine Sondersitzung des in der Sommerpause befindlichen Landtags als Zwischenausschuss.
Politiker von SPD und Grünen kritisierten Söders Entscheidung, Aiwanger im Amt zu belassen. Es sei ein „negativer Höhepunkt in der Geschichte von Nachkriegsdeutschland“, dass Söder „einen aktiven Rechtspopulisten und früher auch rechtsradikal tätigen Aktivisten“ als Stellvertreter in der Regierung akzeptiere, teilte Florian von Brunn (SPD) mit. (Von Brunn wurde nach Auskunft der BayernSPD der Zeitung Die Welt gegenüber bereits im Vorfeld von der Generalsekretärin der BayernSPD und Bekannten des Deutschlehrers, Ruth Müller, über die Recherche der SZ in Kenntnis gesetzt.)
Infolge des Verhaltens der SPD-Parteiführung, die Aiwangers Rücktritt gefordert habe, bevor alle Details bekannt gewesen seien, traten beide SPD-Stadträte in Aiwangers Heimatstadt Rottenburg an der Laaber aus ihrer Partei aus, um sich der Fraktion der Freien Wähler anzuschließen.

##### Vertreter jüdischer Gemeinden
Josef Schuster, Präsident des Zentralrats der Juden, forderte, das Flugblatt nicht einfach als Jugendsünde abzutun, denn es trete die für Deutschland so wichtige historische Aufarbeitung mit dem Nationalsozialismus mit Füßen. Er vermisste bei Aiwanger die „Einsicht und Bereitschaft“ „zur ehrlichen Auseinandersetzung“. Nach Aiwangers Aussage in einem Interview mit der Welt, die Shoah werde „zu parteipolitischen Zwecken missbraucht“, warf Schuster ihm eine „Opfer-Täter-Umkehr“ vor.
Zudem sei er irritiert, dass Aiwanger bei 14 von 25 Fragen, die Söder ihm gestellt habe, sich an nichts oder nichts Genaues erinnern konnte, und frage sich, wie das sein könne bei einem Ereignis, das immerhin dazu geführt habe, dass Aiwanger „ins Direktorat musste, wo ihm mit der Polizei gedroht wurde und er am Ende ein Strafreferat anfertigen musste“.
Ende September 2023 fand ein Treffen zwischen Schuster und Aiwanger statt; Aiwanger nannte es ein „offenes und konstruktives Gespräch“, in dem er erklärt habe, warum er „Form und Zeitpunkt der Berichterstattung gewisser Medien“ gegen sich kritisiere. Schuster bezeichnete die Aussprache als „sachlich“, er sehe jedoch „den unmittelbaren Umgang von Hubert Aiwanger mit den ihm zur Last gelegten Vorwürfen [...] als problematisch an“, was er ihm auch so mitgeteilt habe.
Charlotte Knobloch, die Präsidentin der Israelitischen Kultusgemeinde München und Oberbayern, äußerte sich entsetzt über das Pamphlet „aus dem Umfeld von Staatsminister Aiwanger“; es erinnere sie „im Tonfall an die übelsten Hetzschriften der NS-Zeit“.
Sie hielt die Flugblatt-Affäre mit Söders Entscheidung noch nicht für beendet. Aiwanger müsse nun „Vertrauen wiederherstellen und deutlich machen, dass seine Aktionen demokratisch und rechtlich gefestigt“ seien. Seine Entschuldigung ihr gegenüber nahm sie nicht an. Dennoch zeigte sie Verständnis für Söders Entscheidung, Aiwanger im Amt zu belassen: Eine Entlassung „wäre die noch größere Katastrophe gewesen“, weil Aiwanger im Wahlkampf davon hätte profitieren können.

##### Wissenschaftler
Der Strafverteidiger Udo Vetter konstatierte, dass der ehemalige Deutschlehrer gegen die bayerische Dienstordnung für Lehrkräfte verstoßen habe.
Der Deutsche Lehrerverband erklärte dazu: Für Lehrkräfte „gilt eine Verschwiegenheitspflicht gegenüber unbeteiligten Dritten, außer gegenüber den Eltern und den Strafverfolgungsbehörden. Das ist im Fall der Brüder Aiwanger nicht anders.“ „Schülerinnen und Schüler genießen […] Persönlichkeitsschutz.“ Wörtlich heißt es in der Dienstordnung für Lehrkräfte an staatlichen Schulen in Bayern: „Die Lehrkraft hat, auch nach Beendigung des Dienstverhältnisses, über die ihr bei ihrer dienstlichen Tätigkeit bekannt gewordenen Angelegenheiten Verschwiegenheit zu bewahren.“
Der Historiker und Antisemitismusforscher Wolfgang Benz nannte die Schrift ein Pamphlet; es sei „[n]eonazistisch wegen der Verhöhnung aller Opfer des Nationalsozialismus“. Die Terminologie sei in den 1980er-Jahren „auf der äußersten Rechten gang und gäbe“ gewesen. Er sei jedoch „ein wenig zurückhaltend, das jetzt als antisemitisches Hetzblatt zu bezeichnen“, da „nicht explizit gegen Juden gehetzt“ würde. Die Konnotationen mit dem Judenmord seien unerträglich.
Der Historiker Michael Brenner bezeichnete das Pamphlet als antisemitisch und führte dazu aus: „Juden wurden nun mal als Juden in Auschwitz ermordet. Dieses Pamphlet verhöhnt jüdische Opfer und auch andere. Es ist antisemitisch, geht aber in seiner Menschenverachtung auch noch darüber hinaus. Antisemitismus plus sozusagen.“
Der Historiker Michael Wolffsohn befand Aiwangers Entschuldigung „in Ton und Inhalt überzeugend“; es gelte die Unschuldsvermutung. Zudem kritisierte er mit Blick auf die Debatte, dass Juden in Deutschland für solche politischen Spielchen missbraucht würden: „Und diejenigen, die uns heute quasi verteidigen, die verteidigen die toten Juden, wenn es um Auschwitz geht. Aber wenn es um die Interessen, die Gefühle von lebenden Juden geht, dann sind wir nur noch Objekt.“
Jörg Skriebeleit, der Leiter der KZ-Gedenkstätte Flossenbürg, beschrieb die Sprache des Flugblatts als „nicht zufällig“ und als Teil des „rechtsextremen Diskurses“. Zudem sei das Blatt, dessen Vokabular „der Holocaustleugner-Szene“ entstamme, mit Begrifflichkeiten versehen, die man „nicht in einem Jugendstreich verwende“, wie etwa „Auschwitz und Nebenlager“. Antisemitismus sei klar zu erkennen, obwohl die Worte „jüdisch“ oder „Jude“ nicht vorkämen; schon der „Schornstein in Auschwitz“ sei ein Symbol des Antisemitismus. Es handle sich um eine „generelle Verhöhnung aller Opfer des Holocaust“.
Gideon Botsch sieht in dem Flugblatt neonazistische Propaganda rezipiert, dem Sprachduktus nach sei es ein Ausdruck „von einem wirklich mörderischen Vernichtungsantisemitismus“. In Debatten wie in der Causa Aiwanger werde oft übersehen, „dass solche Äußerungen Menschen direkt beträfen, gefährdeten und Hass auf sie lenkten.“
Der Germanist und Sprachwissenschaftler Werner Holly sagte, Aiwanger habe zwar mit seinen Äußerungen Reue bekundet, habe jedoch auch eine Bedingung genannt, nämlich dass er womöglich damit Gefühle verletzt haben könnte. Dies sei, so Holly, sprachlogisch aber problematisch: Reue beziehe sich auf eine eigene Tat, Aiwanger bleibe damit aber im Unklaren. Zweifel daran, ob Reue vorliege, seien daher berechtigt.
Die Politikwissenschaftlerin Ursula Münch fand Aiwangers Wortwahl, er sehe sich als Opfer einer Hexenjagd, unangebracht: Mit Recherchen in einem Wahlkampf müsse man in der Politik umgehen können.
Der israelische Historiker Moshe Zimmermann bezeichnete die Veröffentlichung als Kampagne und „nicht die beste Art, gegen Antisemitismus zu kämpfen“. Die öffentliche Solidarisierung mit Aiwanger sei erwartbar gewesen. „Nur eine Seite [habe] einen Fehler gemacht“, und zwar die Süddeutsche Zeitung mit dem „Antisemitismus-Vorwurf“, nicht Aiwanger, dessen Taten als Jugendlicher „schon vergessen“ seien.

##### Weitere Vorwürfe
Am Abend des 29. August veröffentlichte das TV-Magazin report München des Bayerischen Rundfunks (BR) ein Interview eines ehemaligen Mitschülers. Ihm zufolge zeigte Aiwanger beim „Betreten des vollbesetzten Klassenzimmers“ gelegentlich den Hitlergruß und imitierte vor Schülern „oft Hitler-Reden“.
Außerdem habe er „Witze über Juden und das KZ Auschwitz“ erzählt. Er sei von vielen Mitschülern „als Spinner abgetan“ worden, der in einer pubertären Phase gewesen sei.
Am darauffolgenden Tag veröffentlichte der BR weitere Aussagen eines anderen Mitschülers, der zusammen mit Aiwanger 1990 das Abitur gemacht hatte. Demnach habe Aiwanger in der 10. Klasse während einer Klassenfahrt zu einer KZ-Gedenkstätte in der DDR im Mai 1987 einen „judenfeindlichen Witz“ geäußert, der dem ehemaligen Mitschüler bis heute in Erinnerung geblieben sei. Aiwangers politische Haltung während seiner Schulzeit sei „von nationalsozialistischem Gedankengut geprägt“ gewesen, dies sei auch von weiteren Mitschülern bestätigt worden.
Er habe auch mehrfach abwertend über Türken („Kanaken“), dunkelhäutige Menschen („Neger“) und Homosexuelle („Schwuchteln“) geredet. Aiwanger sagte, er könne sich nicht erinnern, jemals einen Hitlergruß gezeigt zu haben. Weiter soll er eine Lehrerin mit Säure angegriffen haben. Er sagte, er habe keine Hitler-Reden vor dem Spiegel einstudiert. Zum Vorwurf, judenfeindliche Witze erzählt zu haben, sagte er, er könne dies aus seiner Erinnerung weder vollständig dementieren noch bestätigten.

#### Hintergründe zum Flugblatt
Das Flugblatt ist in einem Beitrag zum Geschichtswettbewerb des Bundespräsidenten von 1988/89 „Unser Ort – Heimat für Fremde?“ als „Negativbeispiel“ für den Umgang mit Erinnerungskultur aufgeführt.
Demnach kursierte es unter anderem auf den Schultoiletten, wurde aber relativ schnell von der Schulleitung entdeckt und beschlagnahmt. Der Verfasser der in der KZ-Gedenkstätte Dachau archivierten Arbeit „Letzte Heimat Steinrain? Zur Geschichte des Judenfriedhofs bei Mallersdorf-Pfaffenberg“, ein Schüler im Jahrgang unter Aiwanger, hatte das Flugblatt vorher nie gesehen. Ein Deutschlehrer, der offenbar am schulischen Disziplinarverfahren gegen Aiwanger teilgenommen hatte, hatte ihm vorgeschlagen, es einzubauen.
Der ehemalige Schüler gab an, der SPD-nahe Deutschlehrer habe ihn Ende Juni / Anfang Juli 2023 aufgesucht, damit er die Urheberschaft Aiwangers schriftlich bestätige, mit der Bemerkung: „Es wird Zeit, dass wir diese braune Socke jetzt stürzen“. Dem Schüler war der Urheber des Flugblattes jedoch nicht bekannt gewesen.

#### Ermittlungen gegen einen Lehrer
Die Staatsanwaltschaft Regensburg nahm wegen der möglichen Verletzung von Dienstgeheimnissen (§ 353b StGB) und der Verletzung von Privatgeheimnissen (§ 203 StGB) Ermittlungen gegen den früheren Lehrer an Aiwangers ehemaliger Schule auf, der Aiwanger bei der Süddeutschen Zeitung beschuldigt hatte. Überprüft werde sollte, ob sich der Mann durch ein mögliches „unbefugtes Offenbaren“ strafbar gemacht hatte. Die Landesanwaltschaft Bayern als zuständige Disziplinarbehörde teilte dazu mit, dass für Ruhestandsbeamte nur ein eingeschränkter Pflichtenkreis bestehe, zu dem allerdings die Verschwiegenheitspflicht zähle. Die Staatsanwaltschaft Regensburg stellte das Ermittlungsverfahren gegen den Lehrer im Juli 2024 ein. Ein Tatnachweis gegen ihn sei nicht zu führen gewesen. Das Flugblatt hätte der Süddeutschen Zeitung auch aus der Hausarbeit eines Schülers aus dem Schuljahr 1988/1989 bekannt werden können, die sich mit rechten Tendenzen beschäftigte und auch einen Abdruck des Flugblatts enthielt. Die Zeitung hatte mit Hinweis auf das Redaktionsgeheimnis und den Quellenschutz keinen Informanten angegeben.

#### Weitere Entwicklungen
Ein Jahr nach Bekanntwerden des Flugblattes fragte der Bayerische Rundfunk bei Aiwanger und Vertretern der jüdischen Gemeinde nach, ob Aiwanger in der Folgezeit Kontakt zur jüdischen Gemeinde aufgenommen habe. Aiwanger wurde von vielen Seiten geraten, verlorenes Vertrauen zurückzugewinnen. Aiwanger selbst behauptet, es gebe „immer wieder Kontakte in die jüdischen Gemeinden“. Dem widersprechen allerdings die jüdische Gemeinden in Bayern, er habe „sich bei ihnen nicht gemeldet“ – das Verhältnis zu Aiwanger gilt als belastet. Einen offiziellen Besuch zu den KZ-Gedenkstätten in Dachau und Flossenbürg habe es von Aiwanger bisher nicht gegeben, auch gab es seitens Aiwanger keine Anfrage. Karl Freller, Direktor der Stiftung Bayerische Gedenkstätten, könne sich einen Besuch Aiwangers vorstellen, auch im privaten Rahmen. Der KZ-Gedenkstätte Dachau hatte im September 2023 einen Besuch Aiwangers abgelehnt, denn man wolle „die Gedenkstätte nicht zur Bühne machen.“; der Antisemitismusbeauftragte der Bundesregierung, Felix Klein, legte Aiwanger kurz zuvor einen Besuch der KZ-Gedenkstätte Dachau nahe. Im Juli 2024 sollte Aiwanger, auf Einladung des Generalkonsulats des Staates Israels, nach Israel reisen, um dort – neben ein Treffen mit dem israelischen Industrie- und Wirtschaftsminister Nir Barkat sowie Firmenbesuche – die Holocaust-Gedenkstätte Yad Vashem zu besuchen. Dieser Besuch wurde aufgrund des Gaza-Israel-Krieges auf unbestimmte Zeit verschoben. Nach Ansicht von Jasmin Riedl, Politikwissenschaftlerin an der Universität der Bundeswehr München, hat die Affäre „Aiwangers Ansehen bei der israelitischen Kultusgemeinde, bei den Jüdinnen und Juden, geschadet“. Für Aiwanger habe der Skandal um den Flugblatt „insgesamt keine große Bedeutung“. Denn „aus seiner Perspektive und Sprachregelung, dass er das Flugblatt nicht selbst verfasst habe, habe er nichts falsch gemacht.“ Für Aiwanger war die Affäre beendet, als Söder Anfang September 2023 klarstellte, dass Aiwanger im Amt bleiben könne – für ihn war die Sache damit erledigt.
Der Deutschlehrer erhielt in den Wochen der Berichterstattung mehrere anonyme Drohbriefe und Anrufe mit Hassbotschaften, u. a. Morddrohungen und Aufruf zum Suizid. Ein Reporter der Bild-Zeitung fotografierte ihn ohne Erlaubnis und veröffentlichte das Bild, woraufhin er ins Visier der Öffentlichkeit geriet – er wurde zur Hassfigur.

## Sonstiges
Aiwanger ist mit der Landrätin des Landkreises Regensburg Tanja Schweiger liiert, mit der er zwei gemeinsame Kinder hat. Er ist römisch-katholischer Konfession und spricht erstsprachlich einen ausgeprägten mittelbairischen Dialekt, bzw. ein regional gefärbtes, niederbairisch umgangssprachliches Hochdeutsch.
Seit Frühjahr 2004 ist Aiwanger Erster Vorsitzender der Kreisgruppe Rottenburg des Bayerischen Jagdverbands. Weiterhin war er Teilnehmer des am 7. April 2015 eingerichteten Dialogforums Ost-Süd-Umfahrung Landshut im Zuge der B15neu.
Seit seiner Schulzeit wird Hubert Aiwanger allgemein „Hubsi“ genannt.
Aiwanger wird seit der Regierungsbeteiligung der Freien Wähler in Bayern von Wolfgang Krebs am Ende der Sendung quer im fiktiven Dialog mit Markus Söder und Moderator Christoph Süß imitiert.